# Sertularia dubia
Sertularia dubia är en nässeldjursart som beskrevs av Edward Hargitt 1924. Sertularia dubia ingår i släktet Sertularia och familjen Sertulariidae. Inga underarter finns listade i Catalogue of Life.